# Edwin Clark
Edwin Clark (* 25. Mai 1927 in Kiagbodo; † 17. Februar 2025 in Abuja), auch bekannt als Edwin Kiagbodo Clark, war ein nigerianischer Nationalist, Ijaw-Nationalführer und Politiker. 

## Leben
Clark diente zwischen 1966 und 1975 unter der Regierung des Militärgouverneurs Samuel Ogbemudia und des Staatsoberhauptes General Yakubu Gowon. 1966 war er Mitglied eines Beratungsausschusses des Militärgouverneurs der Provinz Mid-Western Region, David Ejoor, und wurde 1975 Bundesbeauftragter für Information.
Clark war ein inoffizieller Berater von Präsident Goodluck Jonathan. Er war ein Philanthrop, der 2015 die Edwin Clark Foundation gründete und in seiner Heimatstadt eine Universität gründete.
Clark starb am 17. Februar 2025 im Alter von 97 Jahren.

## Nachrufe
Der frühere Präsident von Nigeria, Olusegun Obasanjo, beschrieb Clark als einen großartigen Bruder, Freund, einen Anwalt an vorderster Front und einen erfahrenen Ökonomen.
Isaiah Ogedegbe, ein in Warri ansässiger nigerianischer Pastor und Blogger, beschrieb Clark als einen patriotischen Nigerianer, der stets für seine Kühnheit und Wahrhaftigkeit bekannt sei und sich lebenslang für Frieden, Stabilität und Fortschritt in der Region des Nigerdeltas und ganz Nigerias eingesetzt habe.